# يوكي هوندا
يوكي هوندا (باليابانية: 本多 勇喜) (2 يناير 1991 في إيتشينوميا في اليابان – )؛ هو لاعب كرة قدم ياباني سابق كان يلعب كمدافع.

## وصلات خارجية
- يوكي هوندا على موقع رابطة كرة القدم اليابانية للمحترفين (اليابانية)
- يوكي هوندا على موقع قاعدة بيانات كرة القدم.إي يو (الإنجليزية)
- يوكي هوندا على موقع Soccerway.com (الإنجليزية)
- يوكي هوندا على موقع عالم كرة القدم.نت (الإنجليزية)